# Lößnitz
Lößnitz (górnołuż. Lěsnica) – miasto w Niemczech, w kraju związkowym Saksonia, w okręgu administracyjnym Chemnitz, w powiecie Erzgebirgskreis (do 31 lipca 2008 w powiecie Aue-Schwarzenberg).

## Geografia
Lößnitz leży na północ od miasta Aue, w zachodniej części gór Rudaw.
W skład miasta wchodzą następujące dzielnice:
- Affalter
- Dittersdorf
- Dreihansen
- Grüna
- Niederlößnitz
- Streitwald

Przez miasto przebiega droga krajowa B169.

## Miasta partnerskie
- Borgholzhausen, Nadrenia Północna-Westfalia